# Klaus Klemp

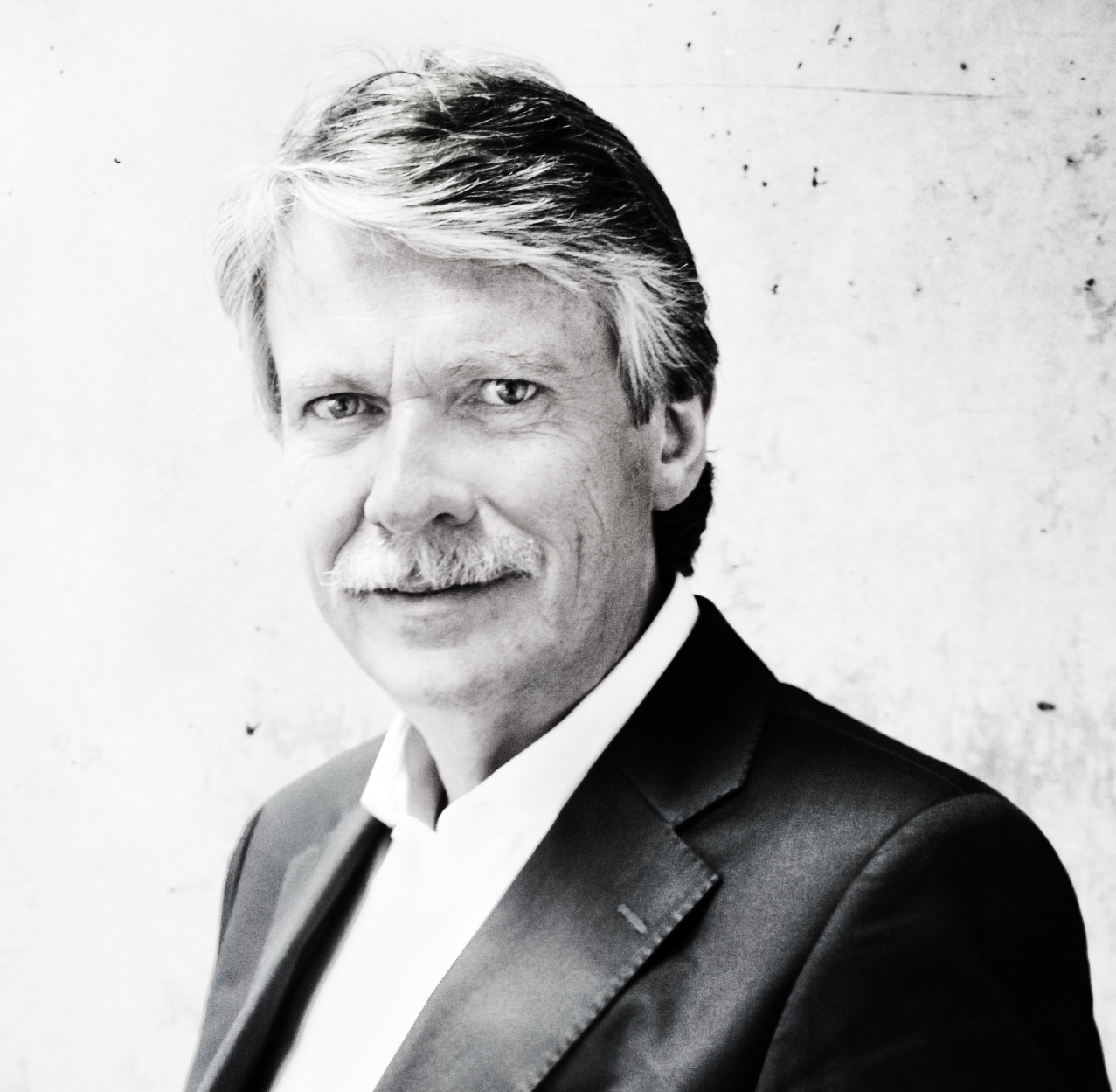
Klaus Klemp, Foto Andreas Baier

Klaus Klemp (* 24. Juni 1954 in Dortmund) ist ein deutscher Design- und Kunsthistoriker sowie Ausstellungskurator. Er ist ordentlicher Professor i. R. an der Hochschule für Gestaltung Offenbach und Honorarprofessor an der Hochschule RheinMain in Wiesbaden für Designgeschichte und Designtheorie und bis 2020 Kurator für Design am Museum Angewandte Kunst in Frankfurt am Main. Seit 2022 ist er geschäftsführender Vorstand der Dieter und Ingeborg Rams Stiftung.

## Leben
Klemp studierte Design und Visuelle Kommunikation in Dortmund und Münster sowie Kunstgeschichte und Geschichtswissenschaften an der Philipps-Universität Marburg. 1991 wurde er mit einer Arbeit über den Industriebau der frühen Moderne promoviert. Der Frankfurter Kulturdezernent Hilmar Hoffmann holte ihn 1988 zunächst als Kunstreferenten an das Amt für Wissenschaft und Kunst, wo er von 1989 bis 2006 die Kulturabteilung leitete. Von 1988 bis 1996 war er auch Leiter der Städtischen Galerie im Karmeliterkloster und von 1988 bis 2006 der Kommunalen Galerie im Leinwandhaus. 1995 bis 2005 Mitglied im Präsidium des Rat für Formgebung. 2006 bis 2012 Ausstellungsleiter und von 2012 bis 2014 stellvertretender Direktor am Museum Angewandte Kunst in Frankfurt am Main.
Nach Lehraufträgen in Nürnberg, Wiesbaden und Würzburg ist er seit 2008 Honorarprofessor am Fachbereich Design Informatik Medien der Hochschule RheinMain in Wiesbaden. Von 2014 bis 2020 war er Professor am Fachbereich Produktgestaltung der HfG Offenbach und ist bis heute (Stand April 2024) dort Direktor des Institute for Design Exchange (IDEe). Im Jahr 2009 wurde Klemp in den Vorstand der Dieter und Ingeborg Rams Stiftung in Kronberg i.Ts. berufen, seit 2022 ist er dort geschäftsführender Vorstand. Von 2017 bis 2022 war er Vorsitzender der Ernst-May-Gesellschaft Frankfurt am Main.

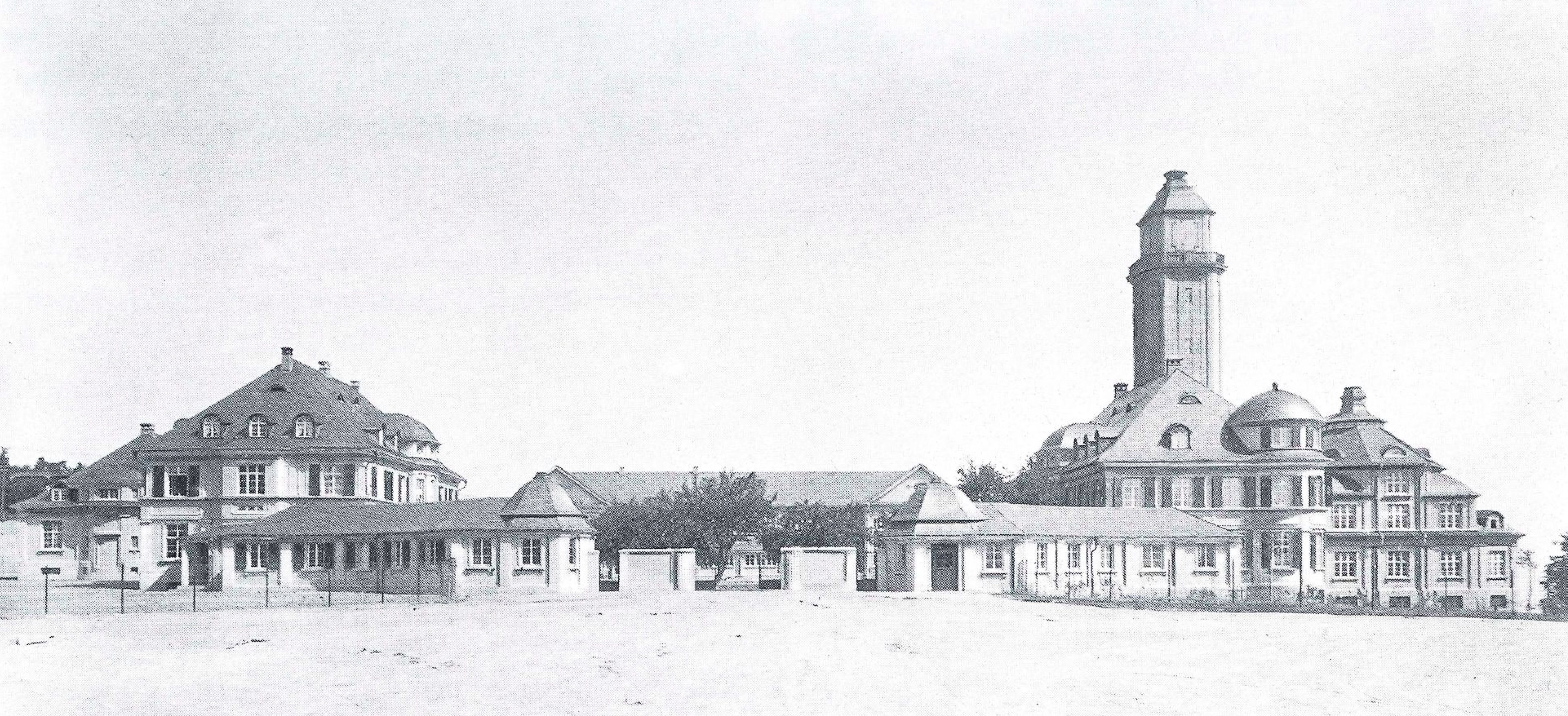
Grube Dr. Geier Waldalgesheim

Seit 1987 ist Klemp mit der Rechtsanwältin Ulrike Feliksiak-Klemp verheiratet, die gemeinsame Tochter Paula Klemp ist Architektin.

## Forschungs- und Tätigkeitsbereiche

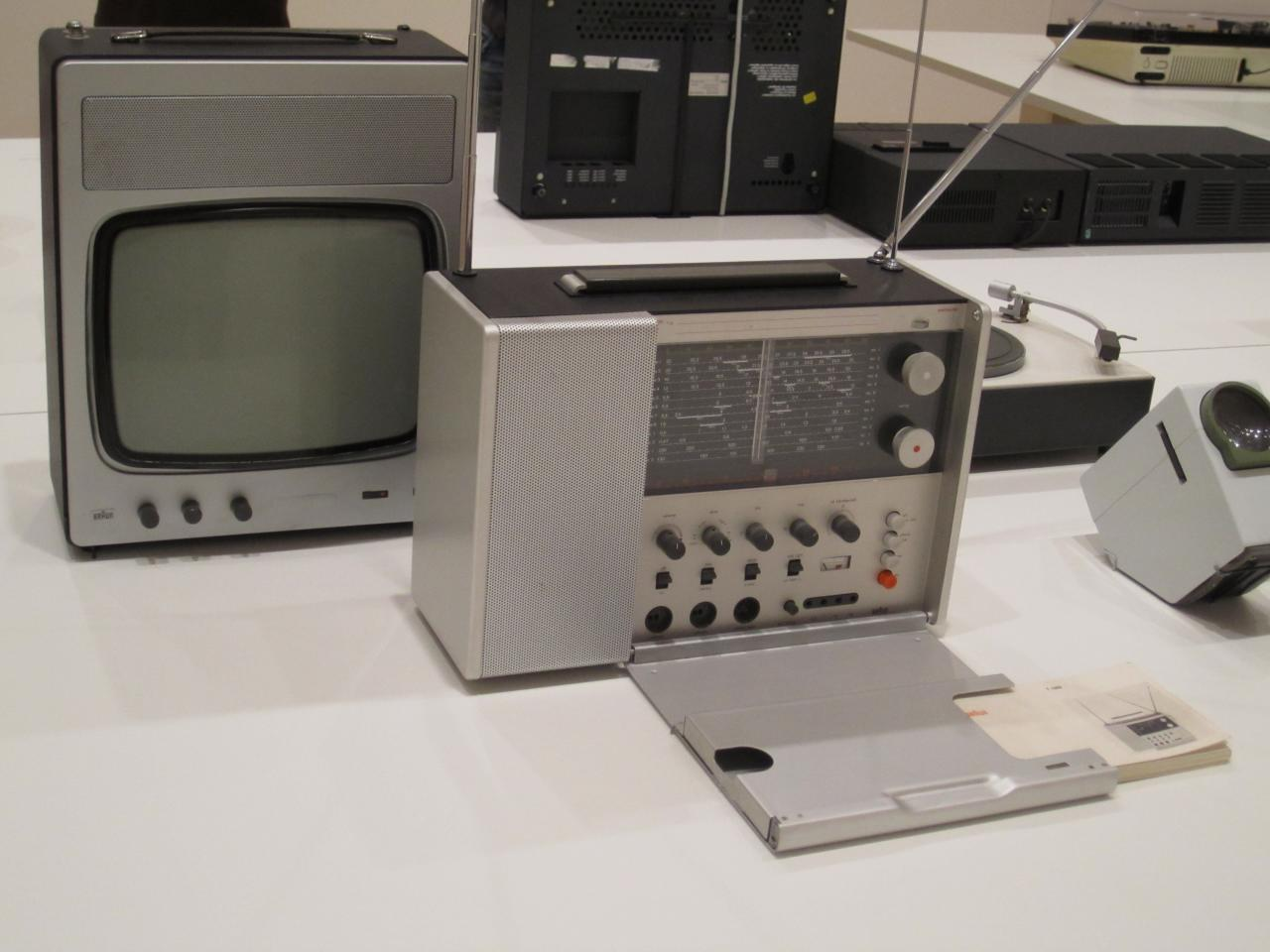
Weltempfänger T 1000 von Dieter Rams und Modell für ein tragbares TV

Seit den 1980er Jahren beschäftigt sich Klemp vor allem mit Industriearchitektur (Grube Dr. Geier u. a.), Kommunikations- und Produktdesign. In den 1980er und 1990er Jahren hat er dabei neue computerorientierte Positionen des Kommunikationsdesigns in Ausstellungen und Publikationen vorgestellt (Neville Brody, Hard Werken, Studio Dumbar). Darüber hinaus bildet der Bereich Kunst im öffentlichen Raum und Public Design ein ebenso theoretisches wie praktisches Tätigkeitsfeld. Er hat dabei zahlreiche Wettbewerbe zur Kunst im öffentlichen Raum in Frankfurt betreut (u. a. Gedenkstätte Neuer Börneplatz, 1995 – Adorno-Denkmal, 2003 – Frankfurter Märchenbrunnen, 2006). Gegenwärtig beschäftigt sich Klemp vor allem mit einer wieder funktionsorientierten Gestaltung (Ausstellung Less and More. Das Designethos von Dieter Rams, Bearbeitung des Werkverzeichnisses von Dieter Rams), mit dem Design im Rhein-Main-Gebiet seit den 1920er Jahren (Ausstellung Moderne am Main) sowie mit den Paradigmen von Designprozessen.

## Ausstellungen
- GINBANDE (Achim Heine, Uwe Fischer) und serien Raumleuchten (Jean-Marc da Costa, Manfred Wolf) Rauminstallation im Kreuzgang des Karmeliterklosters, 1990
- MANI Museum Moskau, Avantgarde-Kunst der Achtziger Jahre (Kabakow, Gundlach, Makarewitsch, Pepperstejn, Owtschinikov u. a.) Karmeliterkloster, 1991.
- Doppelausstellung Seymour Chwast (Pushpin Studio), New York und Hans-Rudolf Lutz, Zürich, Karmeliterkloster, 1991
- Unterwelten, Orte im Verborgenen, Fotografien von Peter Seidel, 1993.
- Stroom OP zeitgenössisches Design aus den Niederlanden (zus. m. Renny Ramakers) Karmeliterkloster, 1994
- Lieber Gast, Zum Stand der Heimat auf Zeit – das Hotelzimmer (zus. m. Volker Albus)
- Behind the Seen, Studio Dumbar, Design-Studio Den Haag (zus. m. d. Kunsthal Rotterdam), Karmeliterkloster, 1997
- ‘68 – Design zwischen Konsum und Konflikt (zus. m. d. Kunstmuseum Düsseldorf), Karmeliterkloster 1998
- Nackt für Stalin Das Körperbild in der russischen Fotografie der 20er und 30er Jahre, Galerie im Leinwandhaus, 2004
- Martin Pudenz – Licht im Himmel Galerie im Leinwandhaus und House of Photography Moskau, 2004.
- fragile Die Tafel der Zaren und das Porzellan der Revolutionäre, Doppelausstellung im Museum für Angewandte Kunst Frankfurt und im Schloss Bad Homburg, 2008
- Less and More. The Design Ethos of Dieter Rams Ausstellung im Suntory Museum Osaka, Fuchu Art Museum Tokio, Design Museum London, Museum für Angewandte Kunst Frankfurt, Daelim Contemporary Art Museum Seoul und San Francisco Museum of Modern Art, 2008–2012
- Randscharf / On the Cutting Edge – Design in Island / Iceland (zus. m. Matthias Wagner K) Museum für Angewandte Kunst (Frankfurt am Main), 2011/2012
- Korea Power. Design und Identität (zus. m. Ahn Hehn Chu) Museum Angewandte Kunst (Frankfurt am Main), 2013
- alex wollner brasil. design visual (zus. M. Julia Koch) Museum Angewandte Kunst (Frankfurt am Main), 2013/2014
- Das Frankfurter Zimmer Museum Angewandte Kunst (Frankfurt am Main), 2013/2015
- Alles neu! 100 Jahre Neue Typografie und Neue Grafik in Frankfurt am Main, gemeinsam mit Friedrich Friedl, Matthias Wagner K und Peter Zizka, Museum Angewandte Kunst (Frankfurt am Main), 2016
- thinking tools. Design als Prozess – Wie Schreibgeräte entstehen, Museum Angewandte Kunst (Frankfurt am Main), 2016/2017
- Moderne am Main 1919–1933. (zus. m. Grit Weber, Annika Sellmann, Matthias Wagner K), Museum Angewandte Kunst (Frankfurt am Main), 2019
- Dieter Rams. Ein Blick zurück und voraus / A Look Back and Ahead. Internationale Wanderausstellung der Dieter und Ingeborg Rams Stiftung (1. Ausstellungsstation museum angewandte kunst, Frankfurt am Main, April 2021 bis Januar 2022, April bis Juli 2022 Goethe Institute New York und Washington D.C., Mai bis Juni 2023 ADI Design Museum Mailand, Juni bis Oktober 2023 sam Wiesbaden, Nov. 2023 bis April 2024 im Dieter Rams Forum im museum angewandte kunst, Frankfurt am Main, März bis April 2025 TU Istanbul)

## Veröffentlichungen
- Bauten der Industrie im späten Kaiserreich. Studien zur Entstehungsvoraussetzung, Baugestalt und Programmatik des Industriebaus zwischen 1900 und 1918 an Beispielen des Rhein-Main-Gebietes. Dissertation, Marburg 1989.
- (Hrsg.): Kapitel 3. Digital-Fiktional. Ausstellungshalle Karmeliterkloster, 7. Mai bis 13. Juni 1993. Projekte von Jochen Gros, Jochem Hendricks, Marko Lehanka, Max Mohr, Christian Möller, Peter Weibel u. a. Schmidt, Mainz 1993, ISBN 3-87439-264-3.
- mit Manfred Sack: Unterwelten. Orte im Verborgenen. Wasmuth, Tübingen/Berlin 1993, ISBN 3-8030-2808-6.
- (Hrsg.): Stadt-Bild. Ein Projekt zum Verhältnis von Kunst und Stadt in Frankfurt am Main nach 1945. Schmidt, Mainz 1994, ISBN 3-87439-342-9.
- mit Volker Albus: Lieber Gast. Zum Stand der Heimat auf Zeit. Edition Menges, Stuttgart/London 1996, ISBN 3-930698-82-X.
- mit Peter Weiermair (Hrsg.): Alfred Hrdlicka. Skulpturen, Zeichnungen, Druckgraphik 1945–1997. Edition Stemmle, Kilchberg 1997, ISBN 3-908162-74-2.
- Das USM-Haller-Möbelbausystem. Verlag Form, Frankfurt a. M. 1997, ISBN 3-931317-14-5. Neuauflage 2018, ISBN 978-3-943962-68-0.
- Oben. Frankfurt am Main. Türme der Stadt. Fotos von Peter Seidel. Wasmuth, Tübingen/Berlin 1999, ISBN 3-8030-0185-4.
- Fotografien von Inge Werth: Im Bett. Anabas-Verlag, Frankfurt 2000, ISBN 3-87038-326-7.
- mit Pavel Khoroshilov (Hrsg.): Nackt für Stalin. Körperbilder in der russischen Fotografie der 20er und 30er Jahre. Anabas-Verlag, Frankfurt 2003, ISBN 3-87038-358-5.
- Papierkorb trifft Hochhaus. Essays zum öffentlichen Raum. Anabas-Verlag, Frankfurt 2004, ISBN 3-87038-360-7.
- Martin Pudenz im Gespräch mit Klaus Klemp. In: Martin Pudenz: Licht im Himmel. Fotografien. Edition Braus, Heidelberg 2004, ISBN 3-89904-110-0, S. 6–11.
- mit Ulrich Mattner und Stephan Morgenstern (Hrsg.): Frankfurt Inside. Kehrer, Heidelberg 2006, ISBN 3-939583-08-1 (darin: Bilder aus dem Inneren der Stadt. S. 7–13)
- mit Karl Weber (Hrsg.): fragile. Die Tafel der Zaren und das Porzellan der Revolutionäre. Porzellan als Kunst und Instrument in Diplomatie, Wirtschaft und Gesellschaft ; die russische Tafelkultur des 18. bis 20. Jahrhunderts. Schnell + Steiner, Regensburg 2008, ISBN 978-3-7954-2056-7.
- Keiko Ueki-Polet, Klaus Klemp (Hrsg.): Less and More. The Design Ethos of Dieter Rams. Gestalten Verlag, Berlin 2009, ISBN 978-3-89955-277-5.
- mit Matthias Wagner K (Hrsg.): Randscharf. Design in Island. Gestalten, Berlin 2011, ISBN 978-3-89955-390-1.
- mit Hehn-Chu Ahn und Matthias Wagner K (Hrsg.): Korea-Korea. Ein Fotoprojekt von Dieter Leistner, Gestalten, Berlin 2013, ISBN 978-3-89955-487-8.
- mit Hehn-Chu Ahn und Matthias Wagner K (Hrsg.): Korea Power. Gestalten Verlag, Berlin 2013, ISBN 978-3-89955-488-5.
- mit Julia Koch und Matthias Wagner K (Hrsg.): alex wollner brasil. design visual, Ernst Wasmuth, Tübingen Berlin 2013, ISBN 978-3-8030-3214-0
- design in frankfurt. 1920 bis 1990. avedition, Stuttgart 2014, ISBN 978-3-89986-207-2
- mit Matthias Wagner K (Hrsg.): Alles Neu! 100 Jahre Neue Typografie und Neue Grafik in Frankfurt am Main, avedition, Stuttgart 2016, ISBN 978-3-89986-246-1
- mit Matthias Wagner K (Hrsg.): thinking tools. Design als Prozess – Wie Schreibgeräte entstehen, avedition, Stuttgart 2016, ISBN 978-3-89986-256-0
- mit Grit Weber / Annika Sellmann / Matthias Wagner K: Moderne am Main 1919–1933. avedition, Stuttgart 2019, ISBN 978-3-89986-303-1
- mit Matthias Wagner K (Hrsg.): Das neue Frankfurt und die Frankfurter Küche. dielmann, Frankfurt a. M. 2020, ISBN 978-3-86638-273-2
- dieter rams. the complete works / Werkverzeichnis, engl., dt. u. franz. Ausgabe, Phaidon, London 2020, ISBN 978-1-83866-153-3
- Braun. Design, das bleibt, (mit Oliver Grabes, Nina Sagra, Renke Thye u. Benjamin Wilson), Phaidon, Berlin 2023; engl. Ausgabe Designed to Keep, Phaidon, London 2023, ISBN 978-1-83866-444-2